# Haunt (videogioco)
Haunt  (precedentemente noto come Haunt: The Real Slender Game) è un videogioco indipendente ispirato a Slender: The Eight Pages. Il gioco è stato distribuito su Xbox 360 e la versione attuale è la 1.1

## Trama
Il protagonista del gioco (un uomo di cui però non viene mai specificato il nome) si imbatte in un camioncino abbandonato appena al di fuori della recinzione del Green Park in Polonia. Il veicolo appartiene ad un'agenzia investigativa che sta indagando sul conto di un'organizzazione conosciuta come "Project: Haunt" (in italiano "Progetto: Haunt"). Insieme al camion il personaggio scopre un portadocumenti con allegato un documento in relazione alla finalità del Progetto: Haunt. Per curiosità il protagonista entra nel parco per indagare sulla sorte dei membri dell'organizzazione e le loro scoperte attraverso la raccolta di una serie di documenti e fotografie, nonché chiavi per accedere ai luoghi chiusi e alle proprietà situate all'interno del parco.

## Modalità di gioco
Il gameplay è molto simile agli altri giochi basati sullo Slender Man, ovvero trovare alcuni foglietti sparsi per la mappa di gioco tentando di sfuggire al nostro inseguitore, lo Slender man appunto. Anche in questo caso la protagonista dispone di una torcia elettrica (che non si scarica al livello facile: NOOB) dotata di una batteria che si scaricherà lentamente durante la partita (sarà possibile trovare delle pile in determinati punti della mappa). Tuttavia questo videogioco si differenzia dall'originale per alcuni aspetti:
- Portadocumenti: un elemento che può essere ottenuto e utilizzato per visualizzare fogli, chiavi, e le foto trovate da giocatore mentre il gioco progredisce. NB: L'apertura del portafoglio ostruisce la visione al giocatore durante l'uso e non consente di vedere lo Slender Man avvicinarsi.
- Check Point: I progressi di gioco possono essere salvati tramite macchine da scrivere che si trovano all'interno parco, solitamente all'interno di edifici chiusi. Si avrà a disposizione un solo salvataggio quindi non si potrà incominciare una nuova partita senza prima cancellare i dati della precedente sessione di gioco.
- Intensità regolabile della torcia: La luminosità della torcia può essere aumentata/diminuita durante il gioco. Ma aumentarne la luminosità farà scaricare più velocemente le pile.
- Visione a raggi ultravioletti: Un elemento secondario utilizzato per la ricerca di messaggi nascosti e marcature sui muri altrimenti invisibili. L'apparecchio può essere utilizzato anche per vedere i fantasmi (anch'essi come lo Slender Man causeranno il Game Over se cattureranno il giocatore) Può anche essere utilizzata come sorgente di luce quando la batteria della torcia è esaurita.
- Meteo variabile: Mentre il gioco procede, il tempo può cambiare causando anche acquazzoni durante i quali la luminosità dell'ambiente sarà talmente bassa da rendere impossibile la visione senza l'utilizzo della torcia elettrica.

## Accoglienza
Il gioco ha ricevuto apprezzamenti da parte degli appassionati dello Slender Man per la sua atmosfera cupa, la trama e il gameplay. Tuttavia, la decisione di rendere lo Slender Man un essere umano invece di un'entità soprannaturale ha incontrato alcune critiche dai fan della leggenda originale.